# Edward Piszek
Edward Piszek (ur. 24 października 1916 w Chicago, zm. 27 marca 2004 w Fort Washington) – przemysłowiec amerykański pochodzenia polskiego, filantrop.
Wieloletni działacz Polonii amerykańskiej, prezes Fundacji Kopernikańskiej; od lat 60. zajmował się promocją kultury polskiej w USA (szczególnie twórczości literackiej Henryka Sienkiewicza oraz filmów o Polsce).
Był właścicielem przedsiębiorstwa branży spożywczej.
Za wybitne zasługi na rzecz Polski został odznaczony w 1997 roku Krzyżem Komandorskim z Gwiazdą Orderu Odrodzenia Polski, odznaką honorową „Zasłużony dla Kultury Polskiej”, Nagrodą Pokoju Miasta Jerozolimy, Nagrodą Człowieka Roku Rotary International, w 1974 roku Uniwersytet Jagielloński przyznał mu tytuł doktora honoris causa, a w 2000 otrzymał tytuł honorowego obywatela miasta Kutna.